# Gräsås
Gräsås är en småort i Alsters socken i Karlstads kommun, Värmlands län, Sverige. 